# Elvis 56
| Recensione | Giudizio |
| ---------- | -------- |
| Allmusic   | [ 1 ]    |

Elvis 56 è una compilation di Elvis Presley pubblicato dalla RCA Records nel 1996.

## Contenuti
Come da titolo, la raccolta è focalizzata su materiale discografico pubblicato da Elvis nel 1956. Le sessioni originali ebbero luogo agli RCA Studios di Nashville e New York, e ai Radio Recorders di Hollywood.
Nell'album sono inclusi cinque singoli con relative B-side, cinque tracce dall'album di debutto di Presley, e sei dal secondo LP, Elvis. Tutte le tracce furono registrate e pubblicate nel 1956, eccezion fatta per Too Much, pubblicata nel gennaio 1957. È inoltre presente una take alternativa di Heartbreak Hotel precedentemente inedita.

## Tracce
1. Heartbreak Hotel (Mae Axton, Tommy Durden, Elvis Presley) - 2:08
2. My Baby Left Me (Arthur Crudup) - 2:11
3. Blue Suede Shoes (Carl Perkins) - 1:58
4. So Glad You're Mine (Arthur Crudup) - 2:20
5. Tutti Frutti (Dorothy LaBostrie & Richard Penniman) - 1:58
6. One-Sided Love Affair (Bill Campbell) - 2:09
7. Love Me (Jerry Leiber & Mike Stoller) - 2:43
8. Anyplace Is Paradise (Joe Thomas) - 2:26
9. Paralyzed (Otis Blackwell & Elvis Presley) - 2:23
10. Ready Teddy (Robert Blackwell & John Marascalco) - 1:56
11. Too Much (Lee Rosenberg & Bernard Weinman) - 2:31
12. Hound Dog (Jerry Leiber & Mike Stoller) - 2:16
13. Anyway You Want Me (That's How I Will Be) (Cliff Owens & Aaron Schroeder) - 2:13
14. Don't Be Cruel (Otis Blackwell & Elvis Presley) - 2:02
15. Lawdy Miss Clawdy (Lloyd Price) - 2:08
16. Shake, Rattle and Roll (Charles Calhoun) - 2:37
17. I Want You, I Need You, I Love You (Lou Kosloff & George Mysels) - 2:40
18. Rip It Up (Robert Blackwell & John Marascalco) - 1:53
19. Heartbreak Hotel (Alternate take) - 2:08
20. I Got a Woman (Ray Charles & Renald Richard) - 2:23
21. I Was the One (Aaron Schroeder, Claude DeMetrius, Hal Blair, Bill Peppers) - 2:33
22. Money Honey (Jesse Stone) - 2:34

## Formazione
- Elvis Presley – voce, chitarra
- Scotty Moore – chitarra
- Chet Atkins - chitarra
- Floyd Cramer - piano
- Shorty Long - piano
- Gordon Stoker - piano, cori
- Bill Black – contrabbasso
- D. J. Fontana - batteria
- The Jordanaires - cori
- Ben Speer - cori
- Brock Speer - cori